# Моцвнари
Моцвнари (груз. მოცვნარი) — село в Грузии, на территории Озургетского муниципалитета края (мхаре) Гурия.

## География
Село находится в западной части Грузии, на берегах реки Сепы, на расстоянии приблизительно 13 километров (по прямой) к северо-западу от города Озургети, административного центра муниципалитета. Абсолютная высота — 53 метра над уровнем моря.

## Население
По результатам официальной переписи населения 2014 года, в Моцвнари проживало 873 человека (438 мужчин и 435 женщин). В национальной структуре населения грузины составляли 97,9 %, армяне — 1,3 %, русские — 0,7 %.
| Год  | Население, человек |
| ---- | ------------------ |
| 2002 | 929                |
| 2014 | ↘ 873              |